# Brittiska F3-mästerskapet 1995
Brittiska F3-mästerskapet 1995 var ett race som vanns av Oliver Gavin.

## Slutställning
| Plats | Förare            | Poäng |
| ----- | ----------------- | ----- |
| 1     | Oliver Gavin      | 184   |
| 2     | Ralph Firman      | 176   |
| 3     | Hélio Castroneves | 169   |
| 4     | Warren Hughes     | 158   |
| 5     | Jérémie Dufour    | 141   |
| 6     | Jamie Davies      | 107   |